# 福建省龙岩第一中学
福建省龙岩第一中学，简称龙岩一中，是福建省一所著名的公立全日制中等学校。福建省龙岩第一中学创办于1903年11月，是闽西最早的新式学府。时称龙岩中学堂，后经省立九中、省立第五高中、龙岩初中、龙岩高中的名称更迭，1951年定为现名。2003年被评为福建省首批国家级示范性高中。
龙岩一中坐落于新罗区和平路虎岭山下，校区面积5万平方米，实行走读制。

## 学校简史
龙岩一中的前身龙岩州中学堂创办于清光绪二十九年，即公元1903年。龙岩县学正陈翼为为首任校长，校址设在新罗书院、旧科考试棚，并通报恩寺、江公祠（今闽西宾馆一带）。学堂初设预科，学制为两年。1910年始有正科，学制为五年。1915年第一届9位学生毕业。
1916年，龙岩州中学堂收归省管，改称福建省立第九中学；学制为四年。魏梦云先生任校长。早在1912年春，魏梦云先生接替杜翰生入长学校。魏校长到任后，广聘名师，潜心治教，并四处筹措经费，得银元四万，在龙岩州中学堂旧址上大力营建新校舍，三年乃成。省立九中成为当时全省闻名，西闽之冠的办学典范。
1923年省立九中执行教育部颁发的办学规程，分初、高中两部，均为三年学制。初中称福建省立第九初中，高中称福建省立第五高中，两校均在原址，魏梦云兼任两校校长。1927年秋，两校奉命合并，改称省立龙岩中学，尹日新任校务委员会主任委员，后改称校长。是年始招女生入学，建有共青团组织。
1929年初夏，红四军入闽；5月23日首克龙岩城。当天中午，毛泽东在郭滴人陪同下，到校调查、讲演，称赞学校是个“办学的好所在”。后来，还在此召开红四军第七次党代会。而此时省政府则借口龙岩“时局不稳”，不予划拨办学经费；学校无奈停办。1930年闽西苏维埃政府利用学校校舍创办中国工农红军军官学校闽西分校。1933年，受全国“宜首先急办师范学堂”风气影响，中学正式停办，在龙岩中学校址上办起福建龙岩师范学校。
1938年9月，在龙岩县县长陈石和一些有识之士的大力支持下，龙岩县立初级中学在龙岩城郊的西湖岩（今龙岩财经学校一带）挂牌开学。两年后，学校搬迁到胡文虎先生为创办新罗小学而捐建的文虎堂（今龙岩一中校址），并逐步拓展校园范围。在抗日烽火中诞生的龙岩县中，实践“各从所学、各展所长、异途同归、国家栋梁”的理念，成为一所引人瞩目的学校。
1942年前，龙岩地方政府多次向省政府申请创办闽西青年高级中学，未获批准。1942年，龙岩私立新罗高级中学在溪南太白乡（今新罗区教育局一带）开学。福建省政府以高级中学不得私立为由，下令停办；但同意在下一年省立龙岩高级中学正式招生。1943年9月，龙岩省立高级中学终于在龙岩人们的长期期待和踊跃支持中，在中山林（今龙岩市教育局、松涛小学一带）亮起校牌。
1949年8月底，闽西和平解放。年底，县立龙岩初级中学、省立龙岩高级中学被人民政府接管。1950年秋，省人民政府批准龙岩专员公署的申请，同意将县立龙岩初级中学、省立龙岩高级中学合并，命名为龙岩中学。
1951年秋，龙岩专员公署决定，龙岩中学更名为龙岩第一中学。1953年，学校被省政府确认为省级重点中学。
文化大革命初期，龙岩一中曾改名为龙岩红卫中学，不久又改为龙岩五七中学。打倒“四人帮”后，学校恢复福建省龙岩第一中学称号。学校在1978年被福建省政府确认为『首批办好的重点中学』，1994年通过福建省一级达标中学的评估验收，2003年通过国家级示范性高中的福建省评估验收。

## 竞赛成绩
1999年曹晓宇获得国际化学奥赛银牌一枚。龙岩一中历史上共获得国家级奖牌26枚，省级金牌45枚，奖牌总数全省前茅。共有12人次进入数学竞赛国家冬令营。

## 知名校友
- 邓子恢
- 陈明
- 卢衍豪
- 郭柏灵
- 林鹏
- 张湘祥
- 谢颖颖
- 王兴 (1979年)
- 郭万怀

## 学校历任正职领导简表
| 姓名   | 学校名称               | 职务               | 任职时间                    |
| ------ | ---------------------- | ------------------ | --------------------------- |
| 陈翼为 | 龙岩州中学堂           | 校长               | 1903年秋至1907年冬          |
| 杜翰生 | 龙岩州中学堂           | 校长               | 1908年春至1911年10月        |
| 魏梦云 | 龙岩州中学堂           | 校长               | 1911年11月至1916年夏        |
| 魏梦云 | 福建省立第九初中       | 校长               | 1916年夏至1926年2月         |
| 苏寿乔 | 福建省立第九初中       | 校长               | 1926年3月至1927年6月        |
| 尹日新 | 福建省龙岩中学         | 校长               | 1927年7月至1928年7月        |
| 郑梓谋 | 省立第五高中、龙岩中学 | 校长               | 1928年8月至1928年12月       |
| 彭传珍 | 省立第五高中、龙岩中学 | 校长               | 1929年1月至1929年4月        |
| 郑菊人 | 龙岩县立初级中学       | 校长               | 1938年8月至1949年8月        |
| 吴玉德 | 福建省立高级中学       | 校长               | 1943年8月至1945年5月        |
| 柏鸿铭 | 福建省立高级中学       | 校长               | 1945年6月至1948年10月       |
| 郑君健 | 福建省立高级中学       | 校长               | 1948年11月至1949年底        |
| 邱士珍 | 福建省立高级中学       | 校长               | 1950年春至1950年5月         |
| 魏稼秋 | 龙岩第一中学           | 校长               | 1951年4月至1954年9月        |
| 蓝天   | 龙岩第一中学           | 校长               | 1954年9月至1970年10月       |
| 蓝天   | 龙岩第一中学           | 书记               | 1954年9月至1968年           |
| 勇庆生 | 龙岩第一中学           | 革委会主任、书记   | 1970年6月至1972年1月        |
| 钱学正 | 龙岩第一中学           | 书记               | 1972年10月至1973年9月       |
| 钱学正 | 龙岩第一中学           | 革委会副主任、校长 | 1972年10月至1975年9月       |
| 张彰   | 龙岩第一中学           | 校长、书记         | 1975年9月至1977年4月        |
| 王力峰 | 龙岩第一中学           | 校长               | 1977年4月至1990年12月       |
| 王力峰 | 龙岩第一中学           | 书记               | 1977年4月至1991年8月        |
| 谢香林 | 龙岩第一中学           | 校长               | 1990年12月至1997年7月       |
| 谢香林 | 龙岩第一中学           | 书记               | 1991年8月至1997年7月        |
| 林群   | 龙岩第一中学           | 校长               | 1997年7月至2009年9月        |
| 石碧希 | 龙岩第一中学           | 书记               | 1997年7月至2003年11月       |
| 黄梅亮 | 龙岩第一中学           | 书记               | 2004年12月至2008年12月      |
| 李益树 | 龙岩第一中学           | 书记               | 2008年12月至2012年10月26日  |
| 李益树 | 龙岩第一中学           | 校长               | 2011年5月26日至今           |
| 曹义荣 | 龙岩第一中学           | 书记               | 2012年10月26日2022年9月1日  |
| 曹义荣 | 龙岩第一中学           | 校长               | 2018年1月25日至2022年9月1日 |
| 刘炳河 | 龙岩第一中学           | 书记               | 2022年9月1日至今            |
| 刘旗   | 龙岩第一中学           | 校长               | 2022年9月1日至今            |